# Cacalotenango
Cacalotenango är en ort i Mexiko.   Den ligger i kommunen Taxco de Alarcón och delstaten Guerrero, i den södra delen av landet, 110 km sydväst om huvudstaden Mexico City. Cacalotenango ligger 1 606 meter över havet och antalet invånare är 1 877.
Terrängen runt Cacalotenango är bergig. Runt Cacalotenango är det ganska tätbefolkat, med 172 invånare per kvadratkilometer. Närmaste större samhälle är Taxco de Alarcón, 4,1 km öster om Cacalotenango. I omgivningarna runt Cacalotenango växer huvudsakligen savannskog.